# Dácia (província romana)

Província romana da Dácia em destaque

A Dácia Romana (em latim: Dacia Romana), também conhecida como Dácia Trajana (Dacia Traiana) ou Dácia Feliz (Dacia Felix), foi uma província do Império Romano de 106 a 271/275 d.C.. Seu território consistia do leste e sudeste da Transilvânia, o Banato e a Oltênia (regiões da atual Romênia). Desde o início a Dácia foi organizada como uma província imperial, e permaneceu como tal durante toda a ocupação romana. Foi uma das províncias mais latinizadas do império; a epigrafia oficial atesta que o idioma administrativo era o latim. Os historiadores estimam a população da Dácia romana entre 650 000 a 1 200 000 de pessoas.
A conquista da Dácia foi concluída pelo imperador Trajano (98-117), após duas ferrenhas campanhas militares contra o reino dácio de Decébalo; como comemoração ao feito foi erguida em Roma a Coluna de Trajano, que ilustra em detalhes os preparativos e os combates travados naquela região. O território da região histórica conhecida como Dácia, no entanto, nunca foi totalmente ocupada pelos romanos; a maior parte da Moldávia, juntamente com Maramureş e Crişana, permaneceu sob o domínio dos dácios livres, mesmo depois da conquista romana.